# Wang Xiang (Wang Feng)

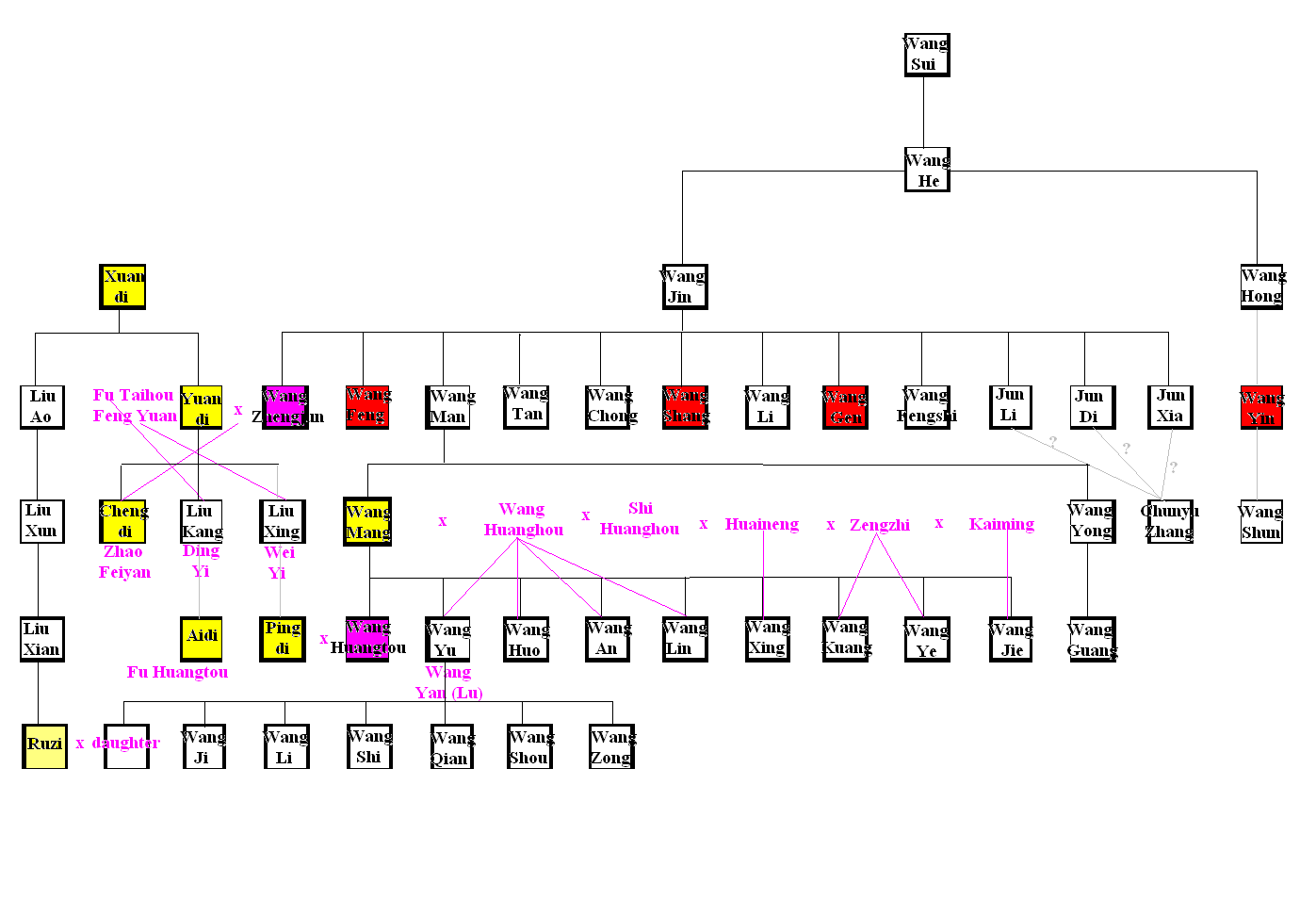
Stamboom van de familie Wang

Wang Xiang (†3 voor Chr.) was een hoge Chinese functionaris uit de eerste eeuw v.Chr. Hij was een neef van de latere Chinese keizer Wang Mang en de oudste zoon van Wang Feng. Die was op zijn beurt een volle broer van keizerin-weduwe Wang Zhengjun en tussen 33 en 22 v.Chr. opperbevelhebber (Da Sima, 大司馬), de op dat moment belangrijkste politieke functie in het keizerrijk. Wang Xiang behoorde zo tot de familie die aan het einde van de Westelijke Han-dynastie (en onder de Xin-dynastie) de feitelijke politieke macht bezat.
Wang Xiang volgde in 22 zijn vader op als (derde) 'markies van Yangping' (陽平侯, Yanggping hou). Hij bekleedde tussen 20 en 12 v.Chr. twee ambtelijke functies, 'Intendant van de bewakingstroepen' (衛尉, Weiwei) tot 15 en daarna 'Intendant voor het transport' (太僕, Taipu). In 12 nam hij ontslag vanwege gezondheidsredenen. Hij overleed in 3 v.Chr., zijn zoon Wang Cen (王岑, †11 na Chr.) volgde hem op als (vierde) 'Markies van Yangping'.